# Dark Crystal : Le Temps de la résistance
Dark Crystal : Le Temps de la résistance ou Le Cristal magique : L'Ère de la résistance, au Québec, (The Dark Crystal: Age of Resistance) est une série télévisée de fantasy américaine en dix épisodes d'environ 50 minutes réalisée par Louis Leterrier, coproduite par The Jim Henson Company et mise en ligne le 30 août 2019 sur Netflix.
Elle constitue une préquelle au film d'animation Dark Crystal de Jim Henson et Frank Oz sorti en 1982. Comme le film, la série utilise la technique des marionnettes (manipulation et animatroniques).

## Synopsis
Trois Gelflings, Rian, Brea et Deet, découvrent le secret des maléfiques Skeksès dont le pouvoir ne cesse d'augmenter. Les Gelflings entament alors une quête pour susciter un mouvement de résistance et sauver le monde de Thra.

## Fiche technique
- Titre original : The Dark Crystal: Age of Resistance
- Titre français : Dark Crystal : Le Temps de la résistance
- Titre québécois : Le Cristal magique : L'Ère de la résistance
- Création : Jeffrey Addiss et Will Matthews, d'après les personnages créés par Jim Henson et Frank Oz
- Réalisation : Louis Leterrier
- Direction artistique : Phil Harvey, Patricia Johnson, Kevin Timon Hill, Chris Farmer
- Décors : Richard Roberts
- Photographie : Erik Wilson
- Effets spéciaux : Jim Henson's Creature Shop
- Musique : Daniel Pemberton, Samuel Sim
- Production : Lisa Henson, Halle Stanford
- Sociétés de production : The Jim Henson Company, Netflix
- Société de distribution : Netflix
- Pays d'origine :  États-Unis,  Royaume-Uni
- Langue originale : anglais
- Genre : fantasy, aventure
- Format : couleur - numérique (caméra RED Weapon 8K S35) - 16/9 - Dolby Digital 5.1
- Durée : 50 minutes par épisode
- Date de première diffusion : 30 août 2019 (Netflix)[1]

## Distribution

### Voix originales
| Personnages principaux - Taron Egerton : Rian - Anya Taylor-Joy : Brea - Nathalie Emmanuel : Deet - Donna Kimball : Aughra Gelflings - Eddie Izzard : Cadia - Harris Dickinson : Gurjin - Shazad Latif : Kylan - Toby Jones : le Libraire - Lena Headey : Maudra Fara - Alicia Vikander : Mira - Hannah John-Kamen : Naia - Natalie Dormer : Onica - Mark Strong : Ordon - Theo James : Rek’yr - Gugu Mbatha-Raw : Seladon - Helena Bonham Carter : Grande Maudra - Caitriona Balfe : Tavra - Louise Gold : Maudra Argot - Kemi-Bo Jacobs : Maudra Seethi | Skeksès - Simon Pegg : skekSil, le chambellan - Awkwafina : skekLach, le percepteur - Jason Isaacs : skekSo, l'empereur - Benedict Wong : skekVar, le général - Harvey Fierstein : skekAyuk, le gourmand - Andy Samberg : skekGra, l'hérétique - Ralph Ineson : skekMal, le chasseur - Alice Dinnean : skekEkt, l'ornementaliste - Keegan-Michael Key : skekZok, le maître des rituels - Mark Hamill : skekTek, le savant - Neil Sterenberg : skekOk, le gardien des parchemins Autres - Ólafur Darri Ólafsson : urVa / l'archer - Bill Hader : urGoh, le vagabond - Victor Yerrid : Hup, un podling - Dave Goelz : Baffi, un fizzgig - Theo Ogundipe : Vliste-Staba, l'arbre sanctuaire - Sigourney Weaver : la narratrice |

### Voix françaises
| Personnages principaux - Adrien Larmande : Rian - Kelly Marot : Brea - Karine Foviau : Deet - Colette Venhard : Aughra Gelflings - Vincent Violette : Cadia - Nessym Guetat : Gurjin - Benoît Du Pac : Kylan - Micky Sébastian : Maudra Fara - Marie Tirmont : Mira - Ana Piévic : Naia - Ludivine Maffren : Onica - Serge Faliu : Ordon - Eilias Changuel : Rek'yr - Fily Keita : Seladon - Déborah Perret : Grande Maudra - Marie Chevalot : Tavra | Skeksès - Guillaume Lebon : SkekSil, le chambellan - Cathy Cerdà : SkekLach, le percepteur - Thierry Hancisse : SkekSo, l'empereur - Michel Vigné : SkekVar, le général - Jérôme Pauwels : SkekGra, l'hérétique - Jérémie Bedrune : SkekMal, le chasseur - Olivier Podesta : SkekEkt, l'ornementaliste - Marc Bretonnière : SkekZok, le maître des rituels - Gérard Surugue : SkekTek, le savant - Patrice Dozier : SkekOk, le gardien des parchemins Autres - Emmanuel Garijo : Hup, un podling - Marc Perez : urVa, l'archer - Saïd Amadis : urGoh, le vagabond - Paul Borne : Vliste-Staba, l'arbre sanctuaire - Sylvie Genty : la narratrice |

Version française réalisée par VSI Chinkel ; direction artistique : Thierry Desroses et Claire Baradat.

## Production
Le projet de série est annoncé par la plate-forme de vidéo à la demande Netflix et la Jim Henson Company en mai 2017 : réalisée par Louis Leterrier, elle doit former une préquelle au film.
La Jim Henson Company utilise des techniques proches de celles employées pour le film The Dark Crystal au début des années 1980 : des marionnettes et des décors sculptés et peints à la main. Des effets spéciaux numériques sont employés en plus.
La première saison de la série est mise en ligne sur Netflix le 30 août 2019.
Les créateurs de la série espèrent une deuxième saison, mais Netflix indique fin septembre 2020 que la série n'est pas reconduite. Les causes de cette non reconduction sont à chercher du côté du contexte de la pandémie de Covid-19 qui complique les tournages pendant cette période, mais aussi d'un mauvais retour sur investissement de la première saison. Une source interne à Netflix, citée par le Hollywood Reporter, évoque la série comme une « déception coûteuse »,. Lisa Henson, productrice exécutive de la série, déclare, : « Nous savons que les fans ont très envie de savoir comment se conclut ce chapitre de la saga, et nous allons chercher un moyen de raconter cette histoire dans l'avenir ».

## Liste des épisodes
1. Fin, début… C'est pareil (End. Begin. All the Same.)
2. Plus rien n'est simple (Nothing Is Simple Anymore)
3. Ce qui était divisé et brisé (What Was Sundered and Undone)
4. La Seule chose dont je me souvienne, c'est du feu (The First Thing I Remember Is Fire)
5. Elle connaît tous les secrets (She Knows All the Secrets)
6. Grâce à un Gelfing (By Gelfling Hand…)
7. À moi de jouer (Time to Make… My Move)
8. Un prophète ne sait pas tout (Prophets Don't Know Everything)
9. Le cristal nous parle (The Crystal Calls)
10. Un petit éclat a disparu (A Single Piece Was Lost)

## Accueil

### Accueil critique
Le site agrégateur de critiques Rotten Tomatoes, consulté en septembre 2020, confère à la saison 1 de la série une note moyenne de 88 sur 100, sur la base de 77 critiques parues dans la presse papier et en ligne. Le site Metacritic confère quant à lui à la saison 1 un score de 82 sur 100, en se fondant sur 20 critiques de presse dont 15 positives.

### Distinction
La saison 1 de Dark Crystal : Le Temps de la résistance reçoit le prix du Meilleur programme pour la jeunesse (Outstanding Children’s Program) lors de la cérémonie des Creative Arts Emmy Awards en septembre 2020.

## Produits dérivés
Le 11 juin 2019, une bande annonce pour un jeu nommé The Dark Crystal : Age of Resistance Tactics a été présentée par Nintendo lors du salon du jeu vidéo E3. Le jeu est commercialisé le 4 février 2020 sur Nintendo Switch, PlayStation 4, Xbox One, PC et Mac. Il se base sur la série et se situe donc avant les événements du film original.
Une collection de figurines est également créée en collaboration avec Weta Workshop. Une statuette représentant la princesse Brea est commercialisée en octobre 2019.

## Filmographie
- (en) The Crystal Calls – Making The Dark Crystal: Age of Resistance, documentaire réalisé par Randall Lobb, Netflix, 30 août 2019.